# José Luis Manzanares Japón
José Luis Manzanares Japón (Sevilla, 1941) es un ingeniero español, catedrático de Estructuras de la ETS Arquitectura de Sevilla, fundador y presidente de la empresa de ingeniería Ayesa.

## Biografía
Es Ingeniero de Caminos, Canales y Puertos de la promoción de 1964 y catedrático de Estructuras en la Escuela Técnica Superior de Arquitectura de Sevilla. Fundador de Ayesa, empresa de la que actualmente es presidente ejecutivo, es académico numerario de la Real Academia Sevillana de Ciencias y de la Academia de Ciencias Sociales y del Medio Ambiente de Andalucía. 
Ensayista y novelista, tiene editados nueve libros.
Tiene tres hijos, José Luis, Arancha y Ana.

## Proyectos más significativos
Como ingeniero ha proyectado en España obras como la presa de La Serena, La Pedrera, Fernandina, y Giribaile. Además es autor de numerosos puentes entre los que destacan el del Cristo de la Expiración en Sevilla. También otros que se enmarcan dentro de las denominadas estructuras épicas, término acuñado por él mismo, como el puente de Abbas Ibn Firnás en Córdoba o el Puente del Dragón en Alcalá de Guadaíra (Sevilla).
Cuenta también con referencias en la automatización de canales y encauzamientos de ríos. En modernización de regadíos destaca su intervención en zonas como Fuente Palmera o Genil Cabra. Es creador de los primeros modelos matemáticos de fenómenos transitorios hidráulicos de redes de tuberías y canales aplicados en España, los cuales han sido utilizados numerosas veces en distintos proyectos de regadíos y abastecimientos.
En el ámbito deportivo, José Luis Manzanares Japón es autor del Circuito de Jerez y el Estadio Olímpico de Sevilla.

## Libros publicados
- Crónicas de un país que no quería ser pobre, 2014, Lid Editorial Empresarial, ISBN 978-84-8356-948-1
- El fin de la crisis, 2012, Almuzara, ISBN 978-84-15338-38-3.
- Crónicas de un país que se creía rico, 2010, Almuzara, ISBN 978-84-9292-410-3.
- Las puertas del agua, 2001, Fundación ESTEYCO, ISBN 978-84-921092-6-5.
- Sevilla en silencio, 2001, Guadalquivir ediciones, ISBN 978-84-8093-102-1.
- Sevilla íntima, 2000, Guadalquivir ediciones, ISBN 978-84-8093-093-2.
- Alía la hechicera, 1999, Guadalquivir ediciones, ISBN 978-84-8093-077-2.
- Amada España, 1998, Guadalquivir ediciones, ISBN 978-84-8093-054-3.
- Joaquín, 1998, Guadalquivir ediciones, ISBN 978-84-8093-035-2.
- Ana, 1996, Guadalquivir ediciones, ISBN 978-84-8093-013-0.
- Astora, 1995, Guadalquivir ediciones, ISBN 978-84-8093-989-8.

## Premios y reconocimientos personales
Durante su trayectoria profesional ha recibido múltiples distinciones, entre las que destacan:
- Premio a la Trayectoria Empresarial de Excelencia. confederación de empresarios de Sevilla. (2011).[11]
- Medalla de Honor del Colegio de Ing. de Caminos, Canales y Puertos. Madrid 1985.[12]
- Sevillano del año 1990.[13]
- Premio Puente de Alcántara por la Presa de la Serena (1989).
- Premio Puente de Alcántara por el Encauzamiento del Segura (1995).
- Primer Premio en el concurso de puentes 1995 del Parque tecnológico de Tenerife. Puente de la Granadilla en Tenerife 1994.
- Primer premio Eduardo Torroja: Estadio Olímpico de Sevilla 2000.[14]
- Primer premio Asica 2007. "Obra Civil". Puente de Alcalá de Guadaíra: El Guardián del Castillo.
- Medalla de la Ciudad de Sevilla. 2010[15]
- Premio Nacional de Ingeniería Civil del Ministerio de Transportes y Movilidad Sostenible. 2025[16]